# Аккий
Аккий, аккинцы (чечен. аьккхий) — один из многочисленных чеченских тайпов. Не входит в тукхумы (племенные союзы). Духовным центром, родовым селом тайпа является Акка в Ачхой-Мартановском (Галанчожском) районе современной Чеченской Республики. В основном тайп расселён в юго-западной части республики. Территория аккинцев граничит на юге с Кей-Мохк (тайп кей), на севере — с Ялхорой, на востоке — с Галайн-Чож (тайп галай), на западе — с Мержа (тайп мержой). По сообщениям Бларамберга народонаселение аккинцев составляло до 6000 душ. Жили в 23 поселениях.
Аккинцами называют также ауховцев современного (равнинного) Дагестана. По мнению Адилсултанова А. А. и Сулейманова А. С. прямых родственных связей между собой аккинцы (аккий) из высокогорного района и аккинцы-ауховцы не имеют как сложившиеся независимо друг от друга общества, в различных климатических и иных условиях. Описываемые аккинцы были расселены у истока левого притока Гехи Осу-хи. Другие учёные (У. Лаудаев, В. Г. Волкова, М.-Р. Ибрагимов) с XIX—XX вв. считают, что в составе аккинцев-ауховцев есть представители аккинской фамилии (аккий).

## Расселение
Населённые пункты общества были расположены главным образом на притоках верховьев Гехи (Осу-хи и Ак-хи): это собственно Акка (Воуга) (чечен. Аьккха) — центр общества, Хьакилга, Кеж вийнача, Кей-махка, Зингала, Бици (Бойци), Тишли, Итыр-кхелла, Дийхьа-юрт, Хягие, Орзуме-кхелла, Кереты, Музур-кхелла, Виелах, Гозанна, Йордечу (Ердечи) и другие.
Ныне аккинцы в основном проживают в населённых пунктах; Гойты, Катыр-Юрт, Ачхой-Мартан, Валерик, Курчалой, Кень-Юрт, Гехи-Чу, Майртуп, Дубовская, Ищерская, а также в других селах мелкими семьями. Южнее Омало (Панкисское ущелье) находится маленькое село Средняя Халацӏань (около 50 семей) в этом селе живут аккинцы из бывшего Галанчожского района ЧИАССР.

## Состав
Тайп подразделяется на следующие ветви (некъе): бецахой, чож-некъе, хьажи-некъе, бӏоби-некъе, итар-кхелой, дуьрди-некъе.

## Этимология
Чеченский исследователь-краевед, педагог и народный поэт А. С. Сулейманов, предполагал, что в основу названия тайпа Аккий и области Акка, легло «Аькхе» (+ вахар) — охота, охотиться, люди, живущие охотничьим промыслом. По мнению чеченского историка Явуса Ахмадова, этимология аккий на сегодня остаётся неясной. Однако он не исключает возможность, что в основу названия лег гидроним — по территории данного общества протекает небольшая речка Ак-хи, являющаяся одним из притоков реки Гехи.

## История

Аккинское общество в 60-х годах XIX в.

По мнению ряда исследователей, встречаемое у Плиния Старшего в «Естественной истории» название «аккисы» возможно сопоставить с племенным названием «аьккхий» («аккий»), подразумевая под ними жителей местности Акка (Аьккха).
Также предполагалась связь с наименованием «акозы», которое можно увидеть в русских источниках XVI—XVII вв., однако, по мнению других историков в научной литературе часто встречалось мнение, что аккинцы тождественны с ококами (акозы) которые встречаются в русских документах. Исследователь С. Ц. Умаров, сообщает, о том что документы не дают, никакого основания, каким-то образом связывать этноним Ококи с аккинцами верховьев р. Гехи и Фортанги, хотя это и стало традиционной нормой в историографии. Аккинцы из высокогорного района в русских документах XVI—XVII вв. не зафиксированы, хотя они и входят в этническое сообщество аккинцы-ауховцы — «ококи». По их же мнению традиция считать ауховцев выходцами из высокогорного Акки не имеет под собой основания. Территория аккинцев не находилась на пути маршрутов русских посольств в Грузию в XVI—XVII вв..
Аккинцы до 1944 года населяли бассейн реки Осухи (верхний приток реки Гехи), в частности такие селения, как Галанчож, Акка, Ялхорой и др., входившие в состав Галанчожского района. Во время возвращения чеченцев из депортации район прежнего проживания аккинцев был закрыт для их поселения, и аккинцы осели на западной равнине Чечни.

Русский исследователь, посетивший область Акка в начале XX столетия сообщает: 
На возвышенных площадках разбросаны каменные сакли нескольких отселков старшинства. Они группируются в большинстве случаев вокруг старинных башен, которыми вообще богата эта местность, служившая в отдаленном прошлом ареной бесконечных распрей и междоусобиц, а в ближайшую эпоху — борьбы Шамиля с русскими войсками. Об этих последних событиях среди населения сохранились еще свежие воспоминания: рассказывают о том, как брались русскими крепкие башни, как гремели пушечные выстрелы и артиллерийские снаряды разбивали твердыни горцев.М. А. Иванов

Многие аккинские боевые башни были уничтожены русскими войсками. Российский учёный кавказовед, этнограф, этнолог, правовед и юрист Б. Далгат писал об этом так: 
Все башни аккинцев были разрушены русскими по окончании войны, как опасные крепости, наделавшие им немало хлопот.
В 1866 году, по распоряжению начальства, аккинцы и мереджинцы отделены от Ингушевского округа и подчинены управлению Аргунскому, как вследствие одноплеменности с населением последнего, так и потому, что, по месту своего жительства, они ближе находятся к центру управления его.
По мнению Б. К. Далгата, аккинцы вечно беспокоили ингушей и были непримиримой вражде с ними.
Генерал-лейтенант, директор Военно-топографического депо, управляющий Военно-топографической частью ГУ Главного штаба — Начальник Корпуса военных топографов Иван Бларамберг, описывая аккинцев называет их «Ахи», по его сообщениям аккинцы занимают долины, которые орошаются двумя притоками Верхней Гехи. Они совершенно независимы, ими управляют выборные старейшины и враждуют они с чеченцами и хевсурами. По наблюдениям Ивана Бларамберга аккинцы воинственны и склонны к разбою по отношению к своим соседям.
Окружающие территорию аккинцев горы, покрыты частично кустарником. Поселения аккинцев разбросаны в ущельях и на возвышенностях с крутыми склонами, от чего они защищены от внезапных нападений. Тем не менее их территория не так гориста, как та, что занимают окружающие их племена; у них масса хороших пастбищ. Летом в Акка довольно жарко, хотя они занимают высокогорные долины Кавказа, соседи отсылают к акинцам скот для выпаса на протяжении этого сезона.
Главное их богатство — овцы, которых у них огромные стада, а также у аккинцев в большом количестве имеется рогатый скот и лошади. Земля дает немного пшеницы, ржи, проса, в размерах, достаточных, чтобы прокормить жителей. Аккинцы торговали с галашевцами — их восточными соседями, от которых они получали соль в обмен на зерно.
Турпалчу аккхийн кешнаш (чечен. Турпалчу аьккхийн кешнаш) «Героических аккинцев кладбище» — уроч. с заброшенным кладбищем на окраине села Гехи-Чу.

### Аккинское наибство
В 1865—1869 гг. было образовано Аккинское наибство.

## Известные представители
- Джанхот Аккинский — участник Кавказской войны. Погиб в бою с царскими войсками в Малой Чечне, похоронен в с. Танги-Чу[33].
- Алдым Аккинский — наиб[34].
- Муслим Гайрбеков — чеченский советский общественный и государственный деятель, председатель Совета министров Чечено-Ингушской АССР[35].
- Руслан Гайрбеков — председатель кооперативногосударственного объединения «Чечен-ингушского промстроя»; народный депутат ЧИАССР, председатель постоянной комиссии по вопросам строительства и архитектуры президиума ВС ЧИАССР; вице-премьер ЧР[35].
- Баматгиреев Магомед Ширванович — второй секретарь Чечено-Ингушского обкома КПСС; министр мелиорации и водного хозяйства ЧИАССР; начальник управления «Чеченингушводмелиорация»; председатель правительственной комиссии по освобождению насильственно удерживаемых лиц при втором правлении Д. Г. Завгаева[36].